# داركلا عليا (مقاطعة تشالوس)
داركلا عليا (بالفارسية: دارکلا علیا) هي قرية تقع في قسم كلارستاق الشرقي الريفي (مقاطعة تشالوس) في إيران. يقدر عدد سكانها بـ 671 نسمة .